# Tabletop Simulator

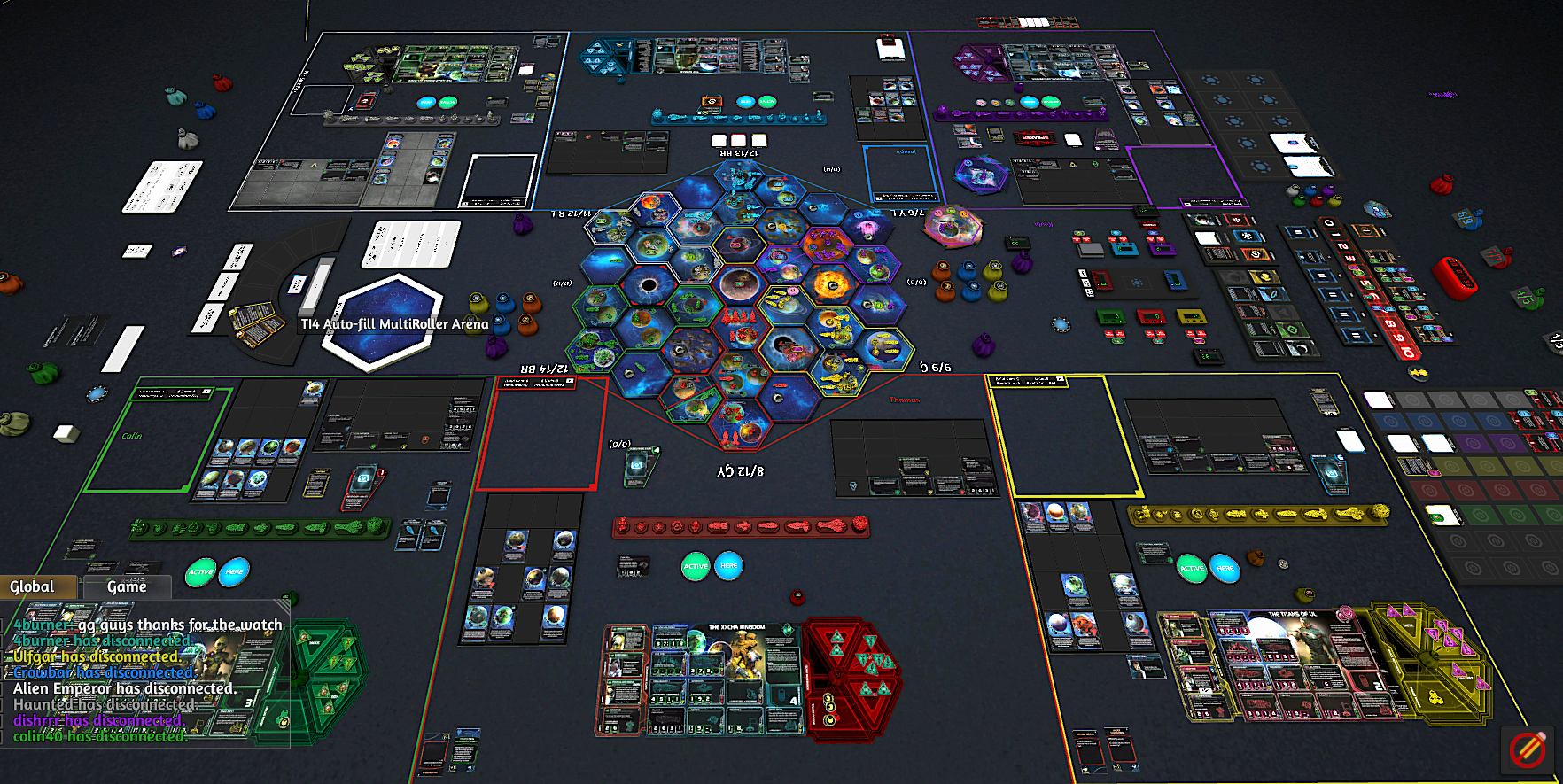
Twilight Imperium, cuarta edición, implementado en Tabletop Simulator. Además de la simulación física de los componentes de cartón y plástico, que permiten una interacción similar a la de las piezas de un juego de mesa, algunos mecanismos del juego también están automatizados.

Tabletop Simulator es un videojuego sandbox multijugador que permite crear y jugar juegos de mesa en un entorno de simulación de física. Desarrollado por Berserk Games como primer título después de una campaña de crowdfunding en febrero de 2014, salió al público  en junio del año siguiente. 

## Modos de juego
Tabletop Simulator es un sandbox físico controlado por el jugador, sin condiciones establecidas para ganar o perder.  
Después de seleccionar una mesa para jugar, los jugadores interactúan con el juego moviendo y/o insertando cartas, figuras, dados, fichas, etc. El juego incluye mecánicas para ayudar con los estilos de juego comunes a los juegos de mesa, como tirar dados automáticamente, ocultar objetos a otros jugadores; otras funciones también permiten guardar el estado de la mesa o cancelar movimientos. 
Se incluyen varios juegos de serie, incluidos ajedrez, damas, póquer; pero las tablas y piezas se pueden personalizar para crear nuevos juegos. De hecho, el juego permite importar imágenes y modelos para crear objetos completamente nuevos,   permitiéndo recrear la mayoría de los juegos de mesa reales. Una vez guardados, se pueden compartir para jugar con otros jugadores. En Steam Workshop se comparten más  de tres mil juegos y elementos personalizados.Si bien gran parte del contenido es original, una cantidad notable de este contenido compartido son adaptaciones de juegos existentes, incluidas versiones sin licencia de contenido protegido por copyright. Berserk Games también ha trabajado con algunos distribuidores para desarrollar versiones del videojuego (distribuidas como DLC) con licencias oficiales de juegos de mesa.

## Desarrollo
Tabletop Simulator fue desarrollado por Berserk Games, un estudio formado por Jason Henry y Kimiko.
En la campaña de recaudación de fondos de febrero de 2014, Tabletop Simulator ganó 37 403$ en Kickstarter con el apoyo de 1822 personas. En marzo de 2015, Berserk Games anunció que el juego había superado con éxito la fase Steam Greenlight, lo que les permitió distribuir el juego a través de Steam.